# ホンダ・モトスレッド
ホンダ・モトスレッド（Motosled）は、かつて本田技研工業が開発していたスノーバイクである。

## 概要
1996年、前輪にスキー板、後輪に無限軌道のユニットを装着した市場調査のための雪上走行専用車として開発された。そのためEZSNOWのように市販はされていない。水冷2サイクル246cc単気筒エンジンを搭載し、ミッションはスクーターと同じ無段変速オートマチックである。始動方法はセルフスターターを用いている。Motoは二輪車、sledはそりを意味する。